# رنشيت خمري
رِنْشِيت مُذَهَّب حشرة من جنس رنشيت في الفصيلة السوسينات.